# Erebunus mirabilis
Erebunus mirabilis là một loài ruồi trong họ Asilidae. Erebunus mirabilis được Richter miêu tả năm 1966. Loài này phân bố ở vùng Cổ Bắc giới.